# Karl Augustin (Weihbischof)
Karl Augustin (* 1. November 1847 in Olbersdorf, Provinz Schlesien; † 16. September 1919 in Breslau, Provinz Niederschlesien) war Weihbischof in Breslau.

## Leben
Karl Augustin war der Sohn eines Landwirts. Er besuchte die Volksschule in Olbersdorf und danach die Gymnasien in Leobschütz und Neisse, wo er 1870 das Abitur ablegte. Danach nahm er am Deutsch-Französischen Krieg teil und begann 1871 das Studium der Katholischen Theologie an der Universität Breslau. Während seines Studiums wurde er 1871 Mitglied der KDStV Winfridia Breslau im CV. Am 17. April 1874 empfing er durch den Breslauer Fürstbischof Heinrich Förster die Priesterweihe und wurde anschließend zum Spiritual am Priesterseminar berufen. 1876 wurde er zum Domstifts-Sekretär und gleichzeitig zum Kurator der Grauen Schwestern im Breslauer Josephsstift ernannt. 1882 wurde Karl Augustin Geheimsekretär der fürstbischöflichen Kanzlei, 1886 Assessor im Ordinariat, wo er zwei Jahre später zum Geistlichen Rat aufstieg und 1904 zum Ehrendomherr ernannt wurde.
Wegen der Krankheit des amtierenden Weihbischofs Heinrich Marx wurde Karl Augustin am 10. März 1910 von Papst Pius X. zum Titularbischof von Diocaesarea und Weihbischof in Breslau berufen. Die Bischofsweihe spendete ihm am 25. April 1910 Fürstbischof Georg Kardinal von Kopp; Mitkonsekrator war der Apostolische Vikar der Sächsischen Erblande, Aloys Schäfer.
1911 wurde er zum Ehrendoktor der Theologie an der Universität Breslau ernannt und im selben Jahr in das Breslauer Domkapitel aufgenommen. Danach diente er noch einige Jahre unter dem Bischof Adolf Bertram. Sein direkter Nachfolger wurde Weihbischof Valentin Wojciech, für die Apostolische Delegatur für Brandenburg und Pommern wurde ab 1923 Weihbischof Josef Deitmer zuständig.

## Wirken
Weihbischof Karl Augustin (lateinisch Carolus Augustin) weihte mehrere Priester und konsekrierte mehrere Kirchen, darunter auch am 22. September 1912 die Kirche Mater Dolorosa in Berlin-Lankwitz, da die Provinz Brandenburg und damit auch Berlin, damals als Delegaturbezirk zum Bistum Breslau gehörten.
Karl Augustin setzte sich als Kuratus von 1897 bis 1919 sehr für die Kongregation der Grauen Schwestern in Breslau ein.
Für seine Leistungen wurde ihm der Rote Adlerorden 3. Klasse mit Schleife verliehen.